# Castle Bromwich Hall

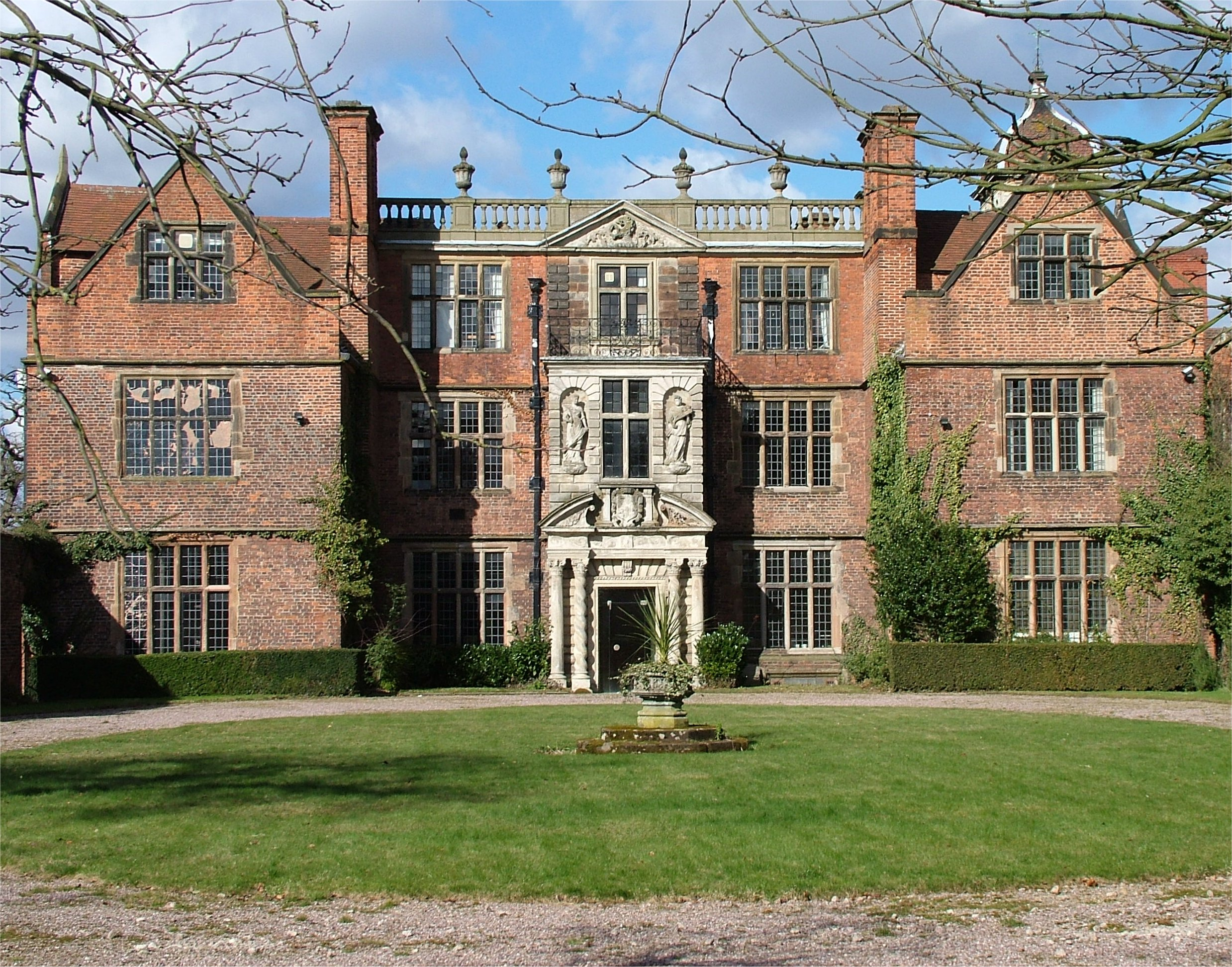
Fachada do Castle Bromwich Hall.

Castle Bromwich Hall é um palácio em Estilo Jacobeano situado na aldeia de Castle Bromwich, na zona Nordeste da área metropolitana de Solihull nas West Midlands, Inglaterra. É um listed building classificado com o Grau I.

## História
O edifício inicial foi construído entre 1557 e 1585 por Sir Edward Devereaux, o primeiro deputado por Tamworth, no Staffordshire. Era um edificio com um único piso e uma entrada plana. Foi então comprado por Sir John Bridgeman (filho de Sir Orlando Bridgeman, 1º Baronete, de Grande Bastão, zelador do "Grande Selo), em 1657. Ele ampliou e melhorou em 1672, adicionando o segundo piso e alargando a entrada. Esta ficou projectada a dez pés desde o edificio principal. Acima das colunas gémeas da entrada, em pedra cinzenta, estão duas figuras em nichos, chamadas Paz e Abundância. O brasão e o monograma de Sir John fica embutido na porta acima da porta principal. O palácio foi algumas vezes arrendado.
Os Bridgemans foram feitos Barões de Bradford em 1792 e Condes de Bradford em 1851. Um casamento trouxe também Weston Park para as suas possessões, onde residem actualmente.

## Características

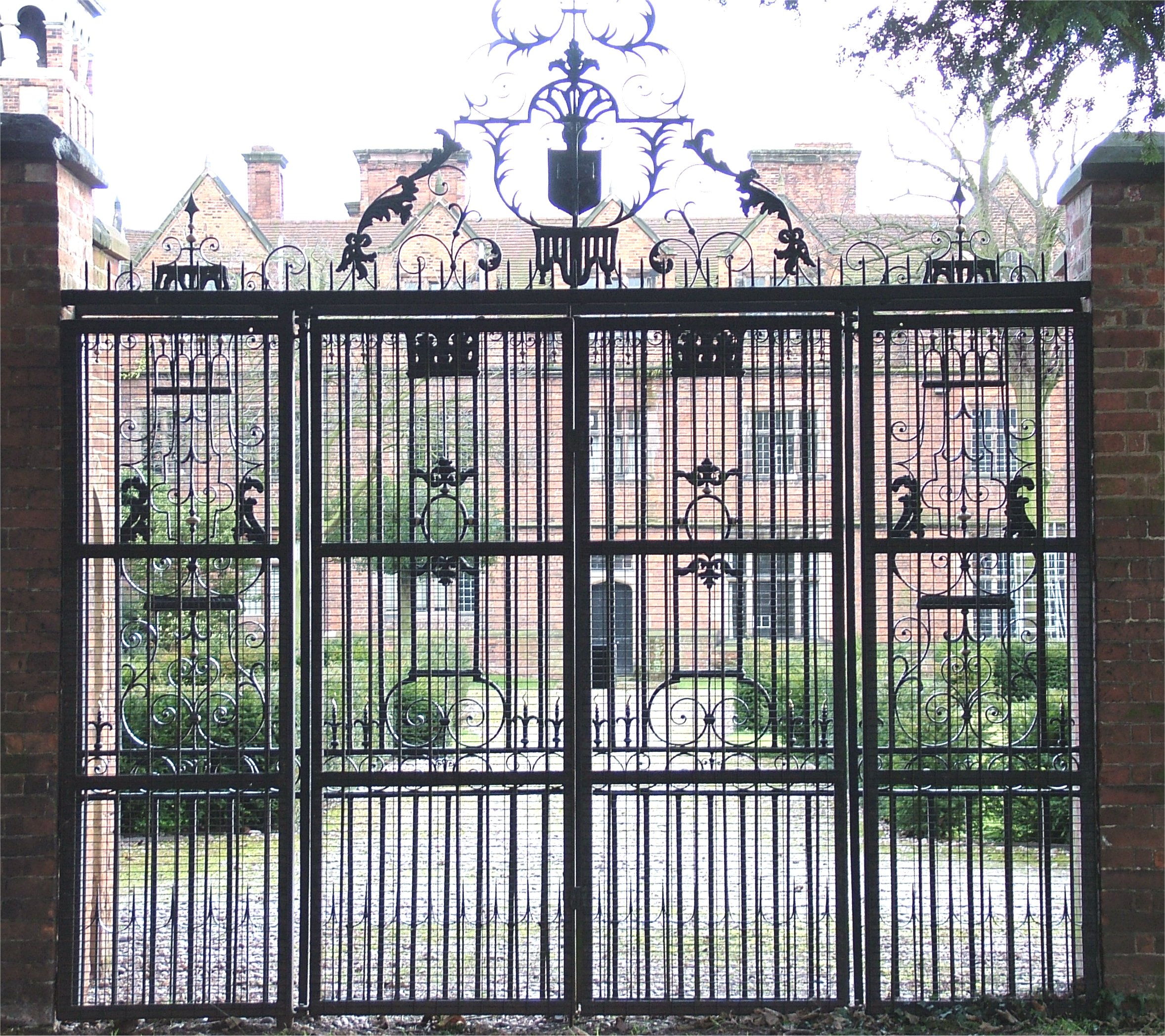
O Castle Bromwich Hall visto através das grades do portão de entrada.

O palácio é famoso por ter doze janelas (uma por cada Disciplina do Cristianismo) e quatro trapeiras (uma por cada Apóstolo). A porta do jardim passava através de uma videira, a qual estava sempre aparada em forma de cruz. O Hall e a Long Gallery foram apainelados com madeira escura de carvalho e a sala de jantar com pi8che de pinheiros dos EUA. Os tectos foram adornados cpm desenhos de frutos e conchas. Em 1810, uma tapeçaria de três secções feita em Bruxelas foi colocada na sala-de-estar. Uma das janelas da Long Gallery recebeu três brasões de Sir Edward Devereaux e da sua esposa Katherine. Existem muitas entradas secretas e esconderijos. Construído no alto muro do jardim existia um banho frio em tijolo, ao ar livre, datado de 1733. O labirinto do jardim com arbustos de 6 pés de altura foi feito à imagem do existente em Hampton Court. O Jardim do Norte tem um portão duplo em ferro, o qual leva aos campos da Igreja adjacentes.

## A família
O palácio recebeu muitos visitantes famosos, incluindo o Duque de Connaught, os Duques de Teck, Os Duques de e York, o Príncipe e a Princesa Christian, A rainha Maria e William Gladstone.
Lady Ida Bradford foi o último membro da família viver aqui até à sua morte em 1936. Ela amava realmente o palácio e a aldeia, mantendo o jardim de fetos nos campos da propriedade e misturando-se com os aldeões.

## Tempos modernos

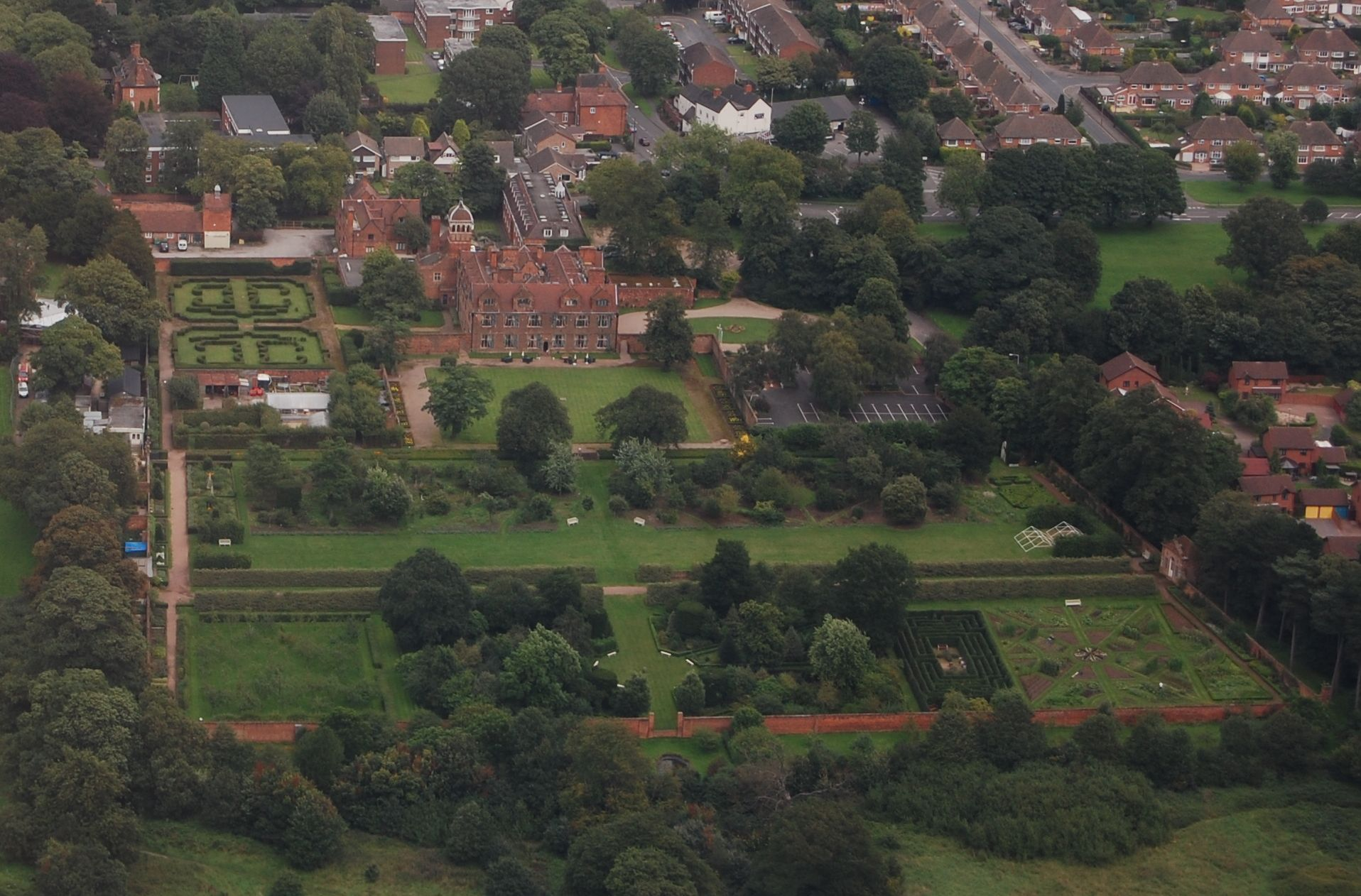
Ilustração.

Durante a Segunda Guerra Mundial o palácio seviu como armazém. Depois da guerra foi arrendado como um centro de preparação de aprendizes da "The General Electric Company plc", e então usado como edificio de escritórios da companhia enquanto os edificios anexos etram usados por outras pequenas companhias. O palácio está actualmente à venda e não está aberto ao público. Os Jardins do Castle Bromwich Hall são o último exemplo dos Jardins Formais Ingleses na região e têm sido recuperados por um instituto. Constituem uma popular atracção turística e estão abertos ao público.
A área de conservação da aldeia de Castle Bromwich está centrada no edifício.